# Грей, Реджинальд, 2-й барон Грей из Ратина
Роджер де Грей (англ. Reginald de Grey; приблизительно 1322 — 4 августа 1388) — английский аристократ, 2-й барон Грей из Ратина с 1353 года.

## Биография
Реджинальд де Грей был вторым сыном Роджера де Грея, 1-го барона Грея из Ратина, и Элизабет Гастингс. Его старший брат умер молодым и бездетным, так что Реджинальд в 1353 году унаследовал все владения и титул отца. Начиная с 1354 года его регулярно вызывали в парламент как барона Грея из Ратина.
Реджинальд был женат на Элеоноре ле Стрейндж, дочери Роджера ле Стрейнджа, 5-го барона Стрейнджа из Нокина, и Алины Фицалан. В этом браке родились пятеро детей:
- Реджинальд де Грей, 3-й барон Грей из Ратина (около 1362—1440)[5];
- Элеонора де Грей, жена Уильяма Ласи;
- Джон де Грей (1364 — дата смерти неизвестна);
- Кэтрин де Грей (1366 — дата смерти неизвестна);
- Ида де Грей (около 1368—1426), жена сэра Джона Кокейна[6].